# افسانه ۱۹۰۰
افسانه ۱۹۰۰ (به انگلیسی: The Legend of 1900؛ نام اصلی به ایتالیایی: La Leggenda del Pianista sull'Oceano) فیلمی به کارگردانی جوزپه تورناتوره می‌باشد که در سال ۱۹۹۸ با بازیگری تیم راث ساخته شد.
این فیلم بر پایه نمایشنامه تک‌گویی نووچنتو اثر الساندرو باریکو ساخته شده است.

## داستان
یکی از کارکنان کشتی کودکی را در کشتی پیدا می‌کند و او را به فرزندی قبول می‌کند. از آنجایی که آن کودک را در آغاز سال ۱۹۰۰ پیدا می‌کنند اسم او را ۱۹۰۰ می‌گذارند. کودک بزرگ می‌شود اما پدر خواندهاش در حادثه‌ای در داخل موتورخانه کشتی جانش را از دست می‌دهد.
یک شب که همه در کشتی خواب هستند متوجه می‌شوند که یک نفر در حال نواختن پیانو است و او کسی نیست جز کودکی به نام ۱۹۰۰ که با نواختنش تعجب همه را برانگیخته است. چندی بعد وی به یک نوازنده بزرگ پیانو تبدیل می‌شود. به‌طوری که آوازه کارهایش به بیرون از کشتی هم می‌رسد…
۱۹۰۰ در کشتی دختری را می‌بیند و به نوعی عاشق او می‌شود، یک بار هم می‌خواهد از کشتی به خاطر آن دختر پیاده بشود و به دیدن او برود اما باز هم منصرف می‌شود.
سرانجام کشتی نابود می‌شود و می‌خواهند کشتی را منفجر کنند و از بین ببرند، دوست قدیمی او می‌آید و می‌گوید که یک نفر در آن کشتی هست. به داخل کشتی می‌رود و ۱۹۰۰ را پیدا می‌کند صحبت‌های زیادی بین ۱۹۰۰ و دوستش رد و بدل می‌شود و در نهایت ۱۹۰۰ در کشتی می‌ماند و کشتی منفجر می‌شود و ۱۹۰۰ در همان کشتی که در آن به دنیا آمده بود و زندگی کرده بود جان خود را از دست می‌دهد.